# Orduña de Abajo
Orduña de Abajo es una localidad del estado mexicano de Guanajuato. Es parte del municipio de Comonfort.

## Demografía
| Gráfica de evolución demográfica |
|                                  |

| Censo | Población |
| ----- | --------- |
| 1900  | 522       |
| 1910  | 689       |
| 1921  | 532       |
| 1930  | 710       |
| 1940  | 831       |
| 1950  | 962       |
| 1960  | 1 153     |
| 1970  | 761       |
| 1980  | 1 070     |
| 1990  | 1 118     |
| 2000  | 1 481     |
| 2010  | 1 538     |
| 2020  | 1 506     |